# Карабалыкты
Карабалыкты́ (устар. Карабалык; баш. Ҡарабалыҡты) — бессточное озеро в  Абзелиловском районе на юго-востоке Башкортостана. Расположено в 35 км к северо-востоку от села Аскарово, у административного центра Ташбулатовского сельсовета — села Ташбулатово. Является одним из крупнейших озёр в Башкирском Зауралье.

## Описание
Относится к бассейну реки Малый Кизил и приурочено к его водораздельной части. От озера Сабакты отделяется грядой низких холмов.
Котловина озера блюдцеобразный формы, сформирована тектоническими процессами, дно покрыто сапропелем. Площадь зеркала составляет 2,6 км², а площадь водосбора — 18,3 км², колебания уровня уреза за многолетний период — от 1 до 1,5 м.
Чётко выражены озерная пойма, первая и вторая надпойменные террасы. Пляжи сложены разноцветными песками и песчано-гравийно-галечными отложениями.
Озёрная вода пресная и прозрачная, гидрокарбонатная кальциевая.

## Этимология
Наименование озера происходит от башкирского названия рыбы линь — баш. ҡара балыҡ.

## Интересные факты
- На западном берегу озера Карабалыкты обнаружена древнейшая на Урале палеолитическая стоянка Урта-Тубе (Мысовая)[8]. Материалы собранные здесь свидетельствуют о первоначальном заселении Урала неандертальцами.
- В 2011 году на озере рыбаки поймали в промышленные сети пиранью, возрастом 4 года и с нехарактерным для неё большим весом в 2 килограмма[9].